# Lavabo
Lavabo eller lavatorium ('jeg vasker/jeg vil vaske'; af lat. 'lavare', at vaske) betyder i den katolske kirke enten vandfad og vandkande, der bruges ved den rituelle håndtvætning, eller en lille vaskekumme med afløbsrør, der kan være anbragt i koret eller sakristiet og er bestemt til lignende brug.
Håndtvætningsritualet kaldes også 'lavabo' efter den latinske version af vers 6 i Salmernes Bog kapitel 26:
| 'Lavabo' i Salmernes Bog kap. 26, v. 6:                                      | |                                                                             |                                                                                         |
| Græsk                                                                        | Engelsk                                                                                             | Latin                                                                       | Dansk                                                                                   |
| v. 6: νίψομαι ἐν ἀθῴοις τὰς χεῖράς μου καὶ κυκλώσω τὸ θυσιαστήριόν σου κύριε | v. 6: With the pure in heart I will wash my hands clean, and take my place among them at thy altar, | v. 6: Lavabo inter innocentes manus meas, et circumdabo altare tuum, Domine | v. 6: Jeg vasker mine hænder i uskyld, jeg kan gå omkring dit alter, Herre, - (Sl 26,6) |

## Galleri
| - Robert Campin: Lavaboudstyr 1438 - Fra Oliwa-katedralen, Gdansk - Lavabo i en niche |